# Waterstof-5
Waterstof-5 of 5H is een instabiele radioactieve isotoop van waterstof. De kern bestaat uit een proton en 4 neutronen. De isotoop komt van nature niet op Aarde voor.

## Radioactief verval
Waterstof-5 bezit een extreem korte halfwaardetijd, namelijk 9,1 × 10−22 seconden. Via dubbele neutronemissie vervalt het naar tritium:
{\displaystyle {\ce {^5_1H -> ^3_1H + 2^1n}}}
Tritium vervalt nadien verder tot de stabiele isotoop helium-3:
{\displaystyle {\ce {{^{3}_{1}H}->{^{3}_{2}He}+{e^{-}}+{\bar {\nu }}_{e}}}}
1H · 2H · 3H · 4H · 5H · 6H · 7H